# Athén vasútállomás
Az Athén vasútállomás (görögül: Σιδηροδρομικός Σταθμός Αθηνών, latin betűkkel: Sidirodromikos Stathmos Athinon) Athén főpályaudvara, és Görögország második legnagyobb pályaudvara. A Kolonos központi negyedében található vasútállomás két különálló vasútállomás 2005-ös egyesítéséből jött létre - a Larisza állomás (Σταθμός Λαρίσης, Stathmos Larisis) és a Piraeus-Platy vasútvonal Peloponnészosz állomásából (Σταθμός Πελοποννήσου, Stathmos Peloponnisou), amely korábban Athént kötötte össze a Peloponnészosszal.
Az állomás a köznyelvben még mindig Larisza állomásként ismert, és ez a neve a szomszédos athéni metróállomásnak is.

## Története
Az 1904-ben felavatott állomás Lárisza városáról (akkor a Görög Királyság legészakibb városa) kapta a nevét, amely a normál nyomtávú Pireusz-Papapuli vasútvonal északi végállomásához legközelebb feküdt. 1884. június 30-án avatták fel a szomszédos Peloponnészosz állomást, amelyet a méteres nyomtávú Pireusz-Patras-vasútvonal szolgált ki a Peloponnészosz felé. Az állomást az 1884. június 30-án felavatott Peloponnészosz állomásról nevezték el. 1920-ban megalakult a Görög Államvasutak vagy SEK; azonban számos vasút, például a SPAP továbbra is külön társaságként működött, és két évvel később ismét önálló társasággá vált.
A növekvő adósságok miatt a SPAP 1939 és 1940 között állami ellenőrzés alá került. Görögország tengelyhatalmi megszállása idején (1941-44) Athén a német katonai erők ellenőrzése alá került, és a vonalat a csapatok és fegyverek szállítására használták. A megszállás alatt (és különösen az 1944-es német kivonuláskor) a hálózatot mind a német hadsereg, mind a görög ellenálló csoportok súlyosan megrongálták. A polgárháborút követően a pálya és a gördülőállomány cseréje időbe telt, és a rendszeres szolgáltatás 1948 körül indult újra. A SPAP-ot 1954-ben ismét államosították. 1962-ben a SPAP-ot beolvasztották a SEK-be. 1970-ben az OSE lett a SEK jogutódja, és átvette a görög vasúti infrastruktúra nagy részének felelősségét. 1971. január 1-jén a pályaudvar és a görög vasúti infrastruktúra nagy része átkerült a Görög Vasúti Szervezet S.A. állami tulajdonú vállalathoz. A teherforgalom jelentősen visszaesett, amikor az 1990-es évek elején megszűnt az OSE mezőgazdasági termékek és műtrágyák szállítására vonatkozó állami monopóliuma.
2003-ban a Görög Vasúti Szervezet (OSE) elindította az athéni elővárosi vasutat (Proastiakos), mint leányvállalatot, amelynek feladata az elővárosi vasúthálózat kiépítése volt Athén metropolisz területén a 2004-es nyári olimpiai játékokra. A peloponnészoszi állomást 2005. augusztus 7-én bezárták, a Pireusz és Agioi Anargyroi közötti méteres nyomtávú vonallal együtt. Szolgáltatásait a Korinthoszba vezető elővárosi vasútvonal 2005. szeptember 27-i megnyitásakor áthelyezték Larissis állomásra. 2005-ben az OSE-n belül létrehozták a TrainOSE márkát, amely a vasúti szolgáltatásokra és az utasszállításra összpontosít. 2008-ban az összes athéni elővárosi vasúti szolgáltatás átkerült az OSE-től a TrainOSE-hoz.
Az utolsó járat 2017. június 4-én indult el a korszerűtlen Larissis állomásról, mielőtt azt különböző korszerűsítések miatt bezárták, többek között vasúti villamosítási rendszer telepítése miatt. 2017. július 30-án nyitották meg újra a korszerűsített állomást. 2000. január 28-án átadott athéni metróállomás a föld alatt fekszik, és a 2-es vonal szolgálja ki Anthoupoli és Elliniko között. A metróállomás 2000. január 28-án nyílt meg, a föld alatt fekszik, és a 2-es vonal Anthoupoli és Elliniko között közlekedik. Az állomást 2022 júliusától a Hellenic Train, az átkeresztelt TrainOSE is kiszolgálja.
2023. december 16-án újraindultak az átmenő járatok Athén és Szaloniki között, Larisszán keresztül, miután szeptemberben egy pusztító vihar megrongálta a pálya egyes szakaszait az egész régióban.

## Képgaléria

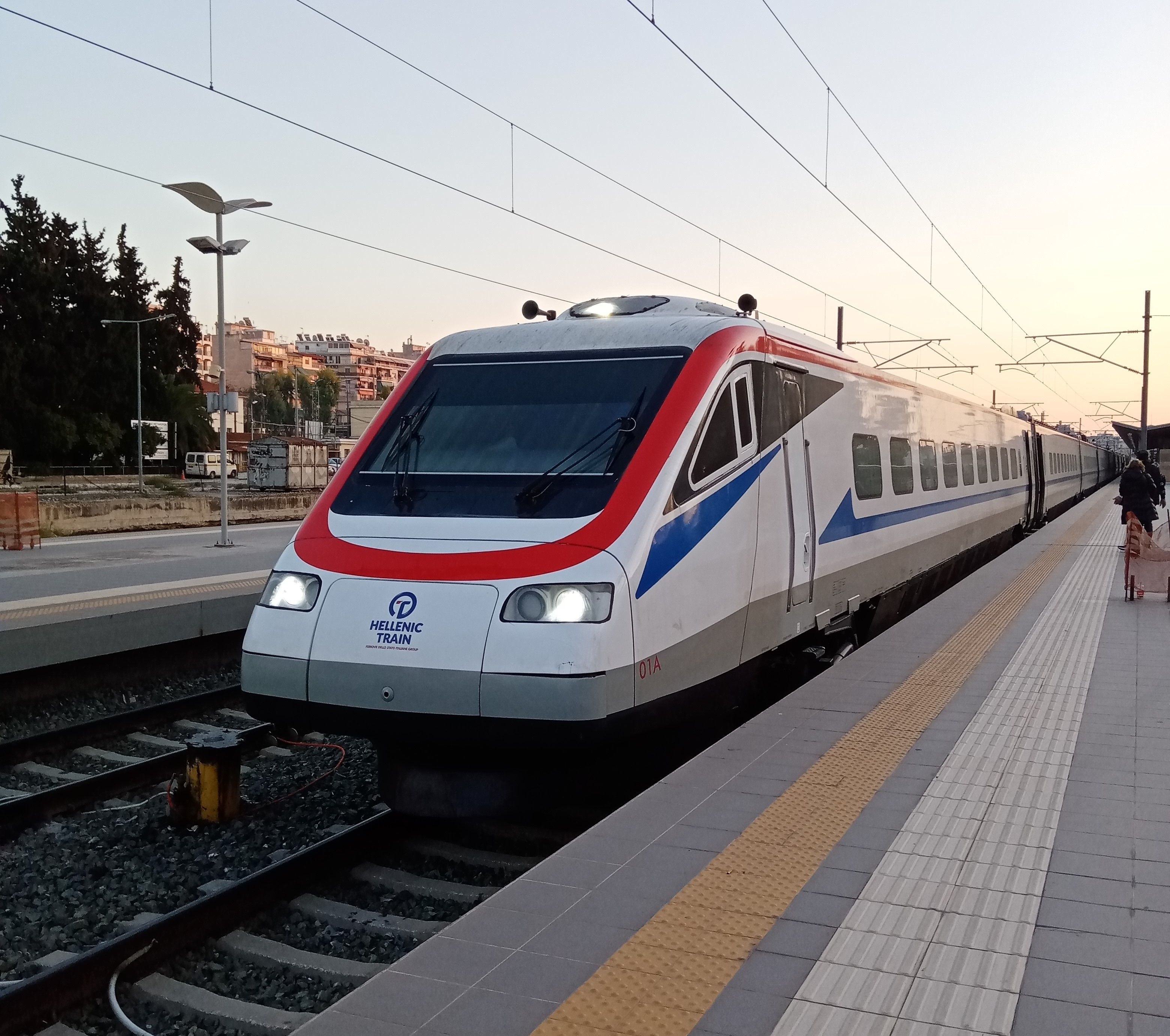
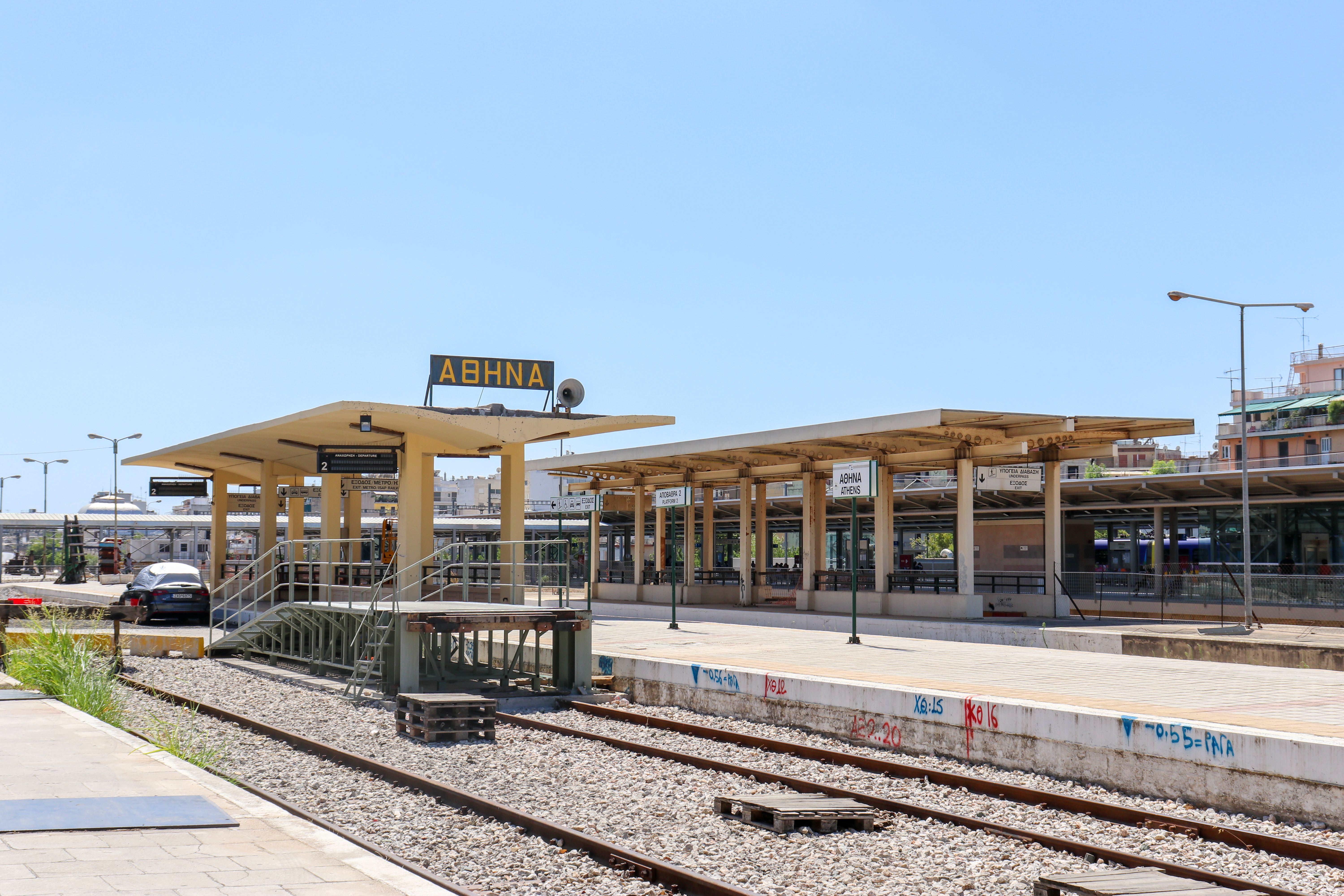
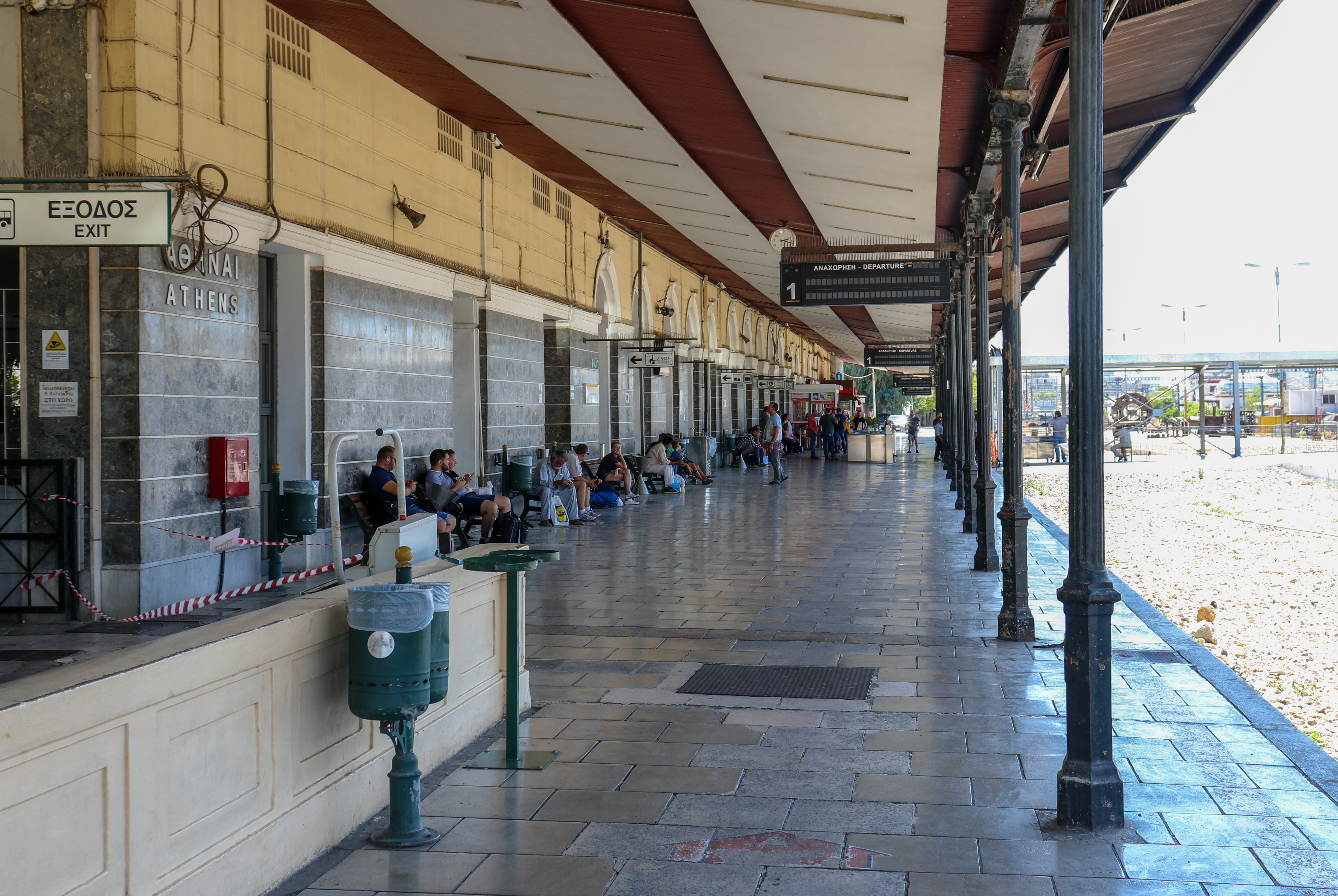
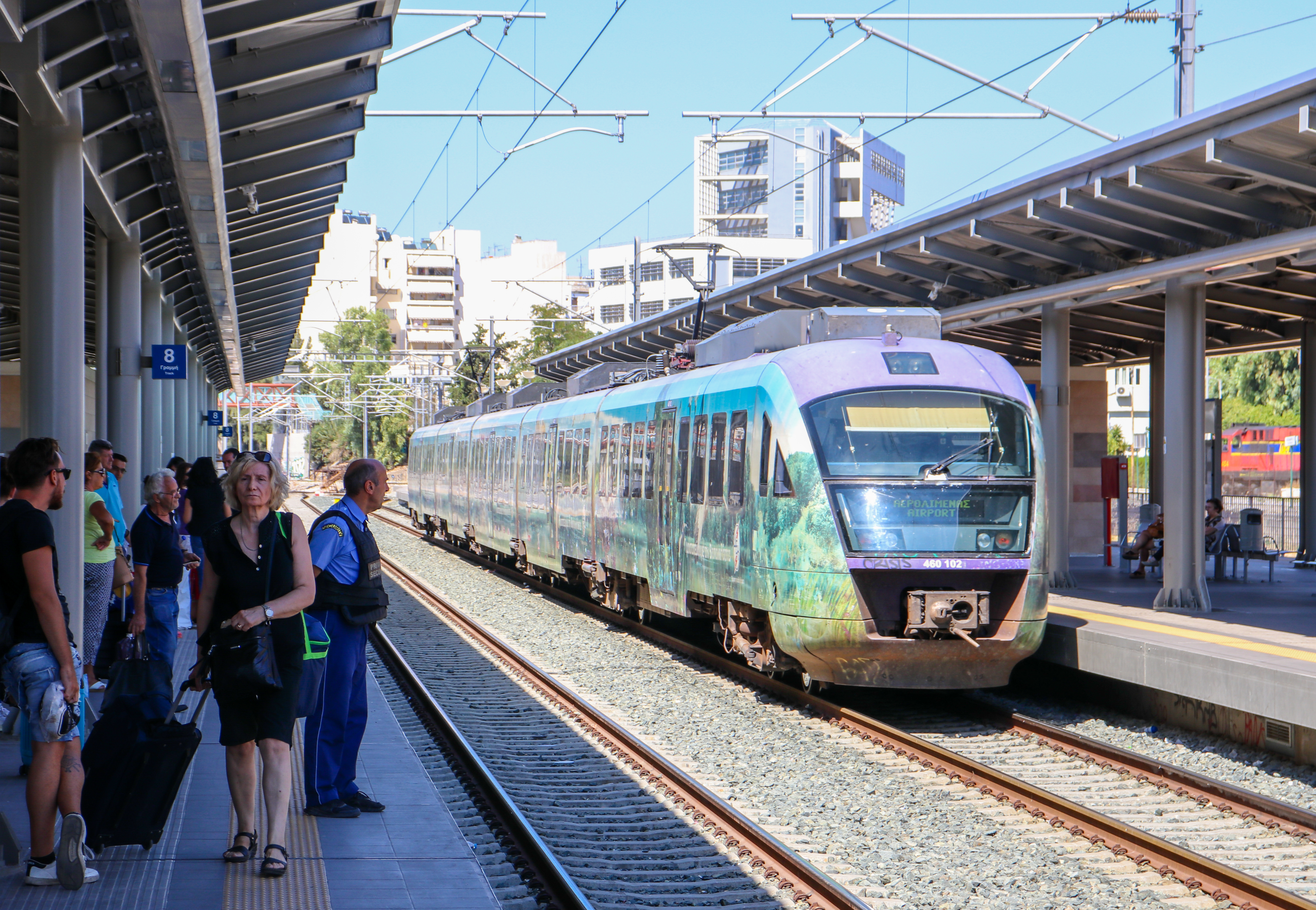
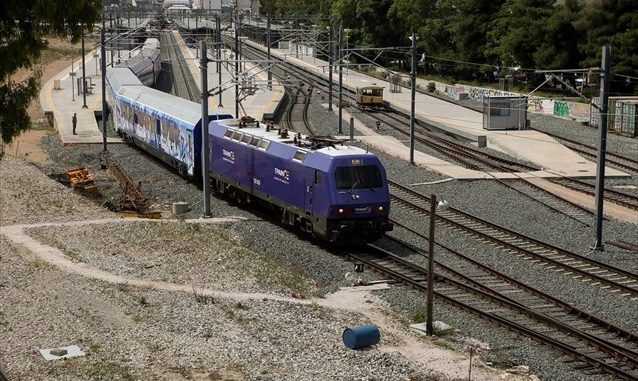
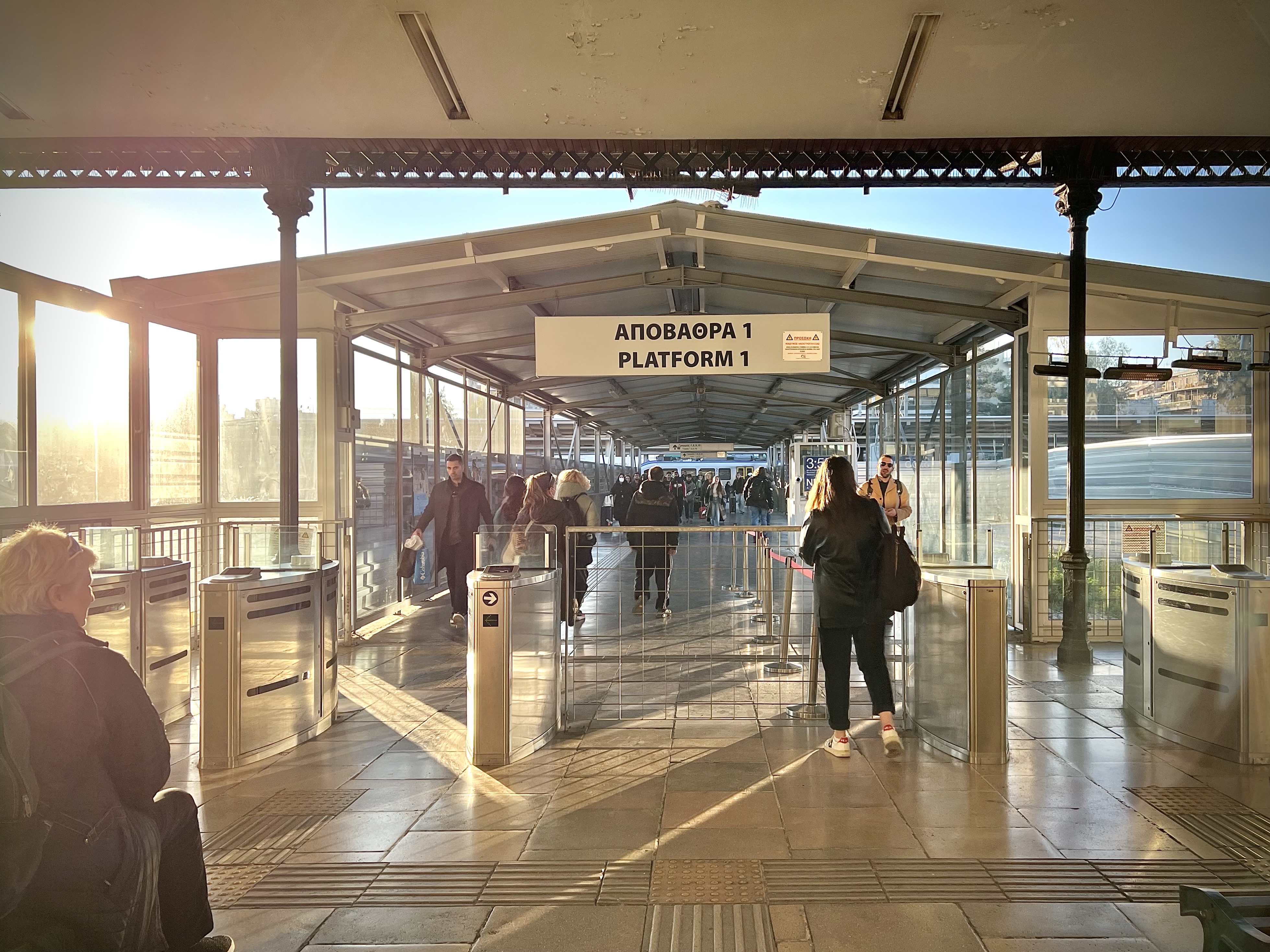
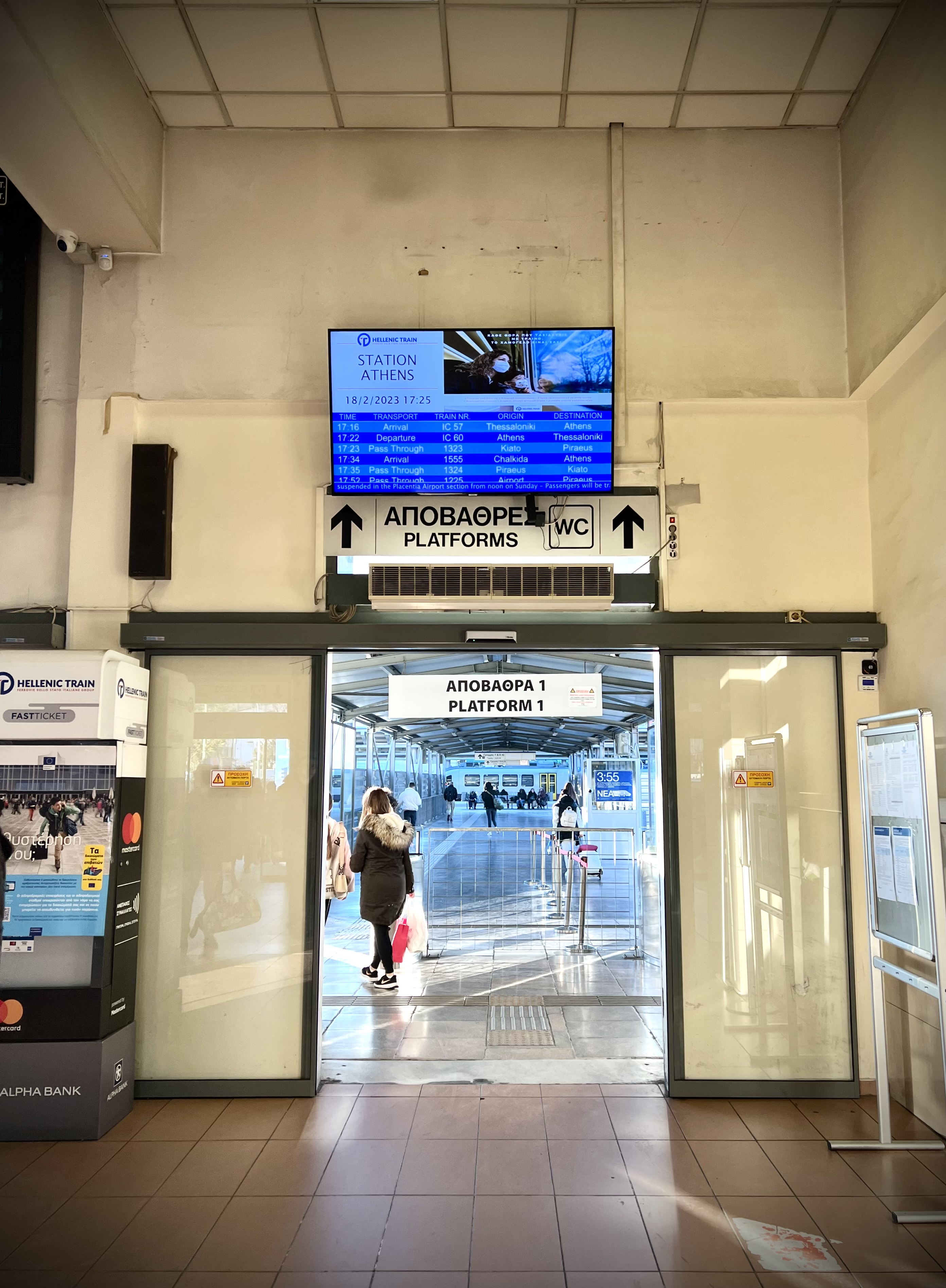
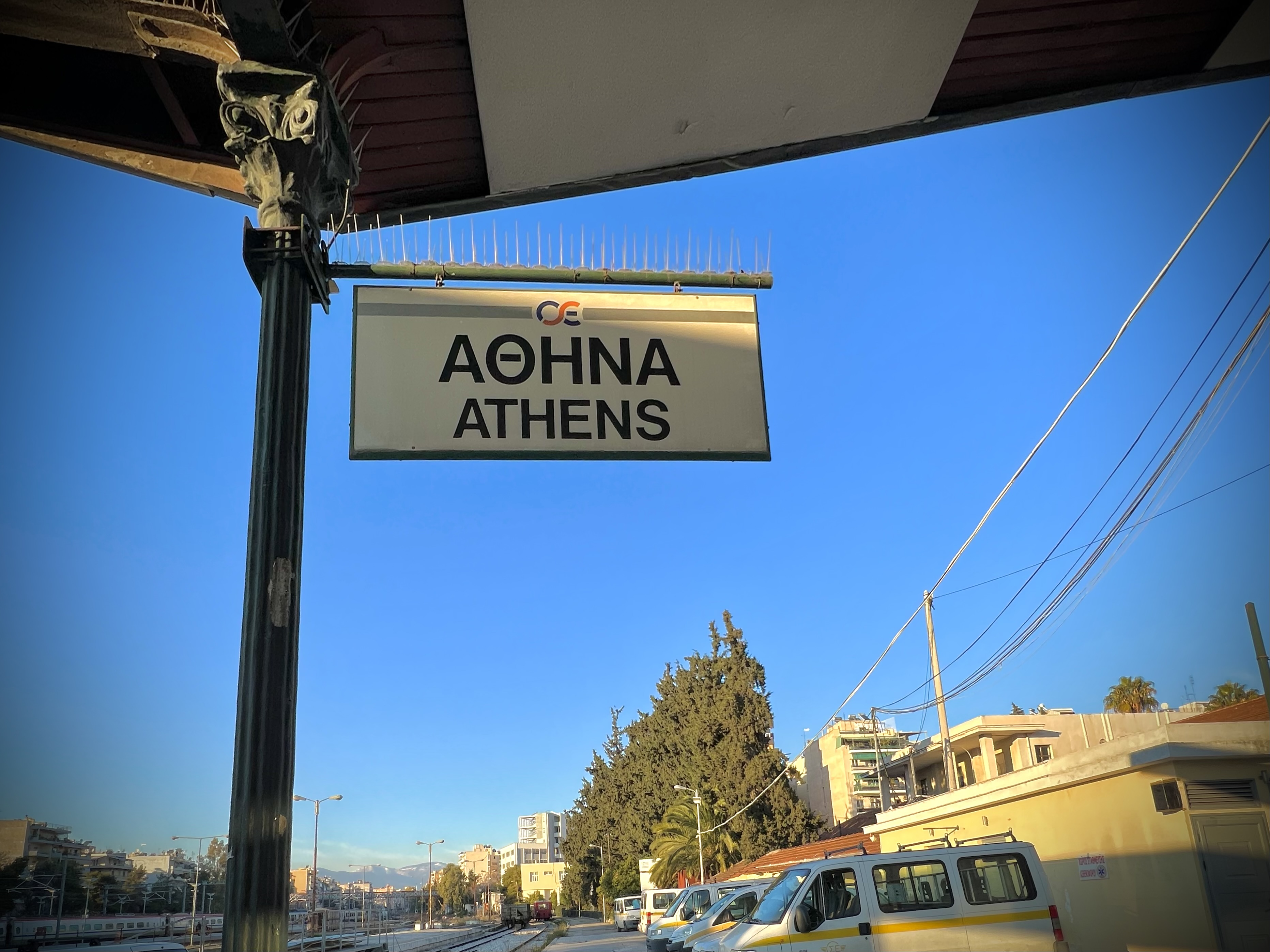